# Estación Juárez Celman (Córdoba)
Juárez Celman es una estación de ferrocarril ubicada en la localidad de Estación Juárez Celman en las afueras de la ciudad de Córdoba, Provincia de Córdoba, Argentina.

## Servicios
No presta servicios de pasajeros, sólo de cargas. Sus vías corresponden al Ramal CC del Ferrocarril General Belgrano. Sus vías e instalaciones están a cargo de la empresa estatal Trenes Argentinos Cargas.